# Bacliff
Bacliff è un census-designated place degli Stati Uniti d'America situato nella contea di Galveston dello Stato del Texas.
La popolazione era di 8.619 persone al censimento del 2010. Situata sulla sponda occidentale di Galveston Bay, Bacliff, originariamente chiamata Clifton-by-the-Sea, fu fondata come località balneare.

## Geografia fisica
Secondo lo United States Census Bureau, ha un'area totale di 2,7 miglia quadrate (7,0 km²), di cui 2,5 miglia quadrate (6,6 km²) di terreno e 0,15 miglia quadrate (0,4 km²), o 5,85%, d'acqua.
Bacliff è a est di League City, 3 miglia (4,8 km) a sud di Kemah, 16 miglia (26 km) a nord est di Galveston, e 36 miglia (58 chilometri) a sud est del centro di Houston. La maggior parte della zona si trova lungo la baia di Galveston, a est della Texas State Highway 146. Le comunità di Bacliff, San Leon, e Bayview formano l'area "Bayshore".

## Società

### Evoluzione demografica
Secondo il censimento del 2010 c'erano 8.619 persone, 3.022 nuclei familiari e 2.095 famiglie residenti nella città. La densità di popolazione era di 3.405,4 persone per miglio quadrato. La composizione etnica della città era formata dal 74,3% di bianchi, il 3,5% di afroamericani, lo 0,7% di nativi americani, il 2,8% di asiatici, lo 0,1% di isolani del Pacifico, il 15,9% di altre etnie, e il 2,7% di due o più etnie. Ispanici o latinos erano il 37,1% della popolazione.
C'erano 3.022 nuclei familiari, di cui il 34,3% aveva figli di età inferiore ai 18 anni, il 47,9% erano coppie sposate conviventi, il 14,2% aveva un capofamiglia femmina senza marito, e il 30,7% erano non-famiglie. Il 24,1% di tutti i nuclei familiari erano individuali e il 6,9% aveva componenti con un'età di 65 anni o più che vivevano da soli. Il numero di componenti medio di un nucleo familiare era di 2,87 e quello di una famiglia era di 3,41.
La popolazione era composta dal 18,7% di persone sotto i 18 anni, il 7,5% di persone dai 18 ai 24 anni, il 31,3% di persone dai 25 ai 44 anni, il 22,5% di persone dai 45 ai 64 anni, e l'8,8% di persone di 65 anni o più. L'età media era di 32,6 anni. Per ogni 100 femmine c'erano 100,3 maschi.